# Francisco Javier Toledo
Francisco Javier Toledo (30 settembre 1959 – San Pedro Sula, 3 agosto 2006) è stato un calciatore honduregno, di ruolo attaccante.